# Enø
Enø er en ø i Næstved Kommune. Enø ligger mellem Karrebæksminde Bugt og Karrebæk Fjord.
Ved Karrebæksminde (Mindegab) er Enø vokset sammen med Sjælland.
Enø er forbundet med Karrebæksminde med en klapbro, over Gammelsund kaldet Græshoppebroen.
Enø består af to dele , der er forbundet med en smal landtange, Draget. På den nordlige del ligger Enø By, campingplads og sommerhusområderne. På den sydøstlige ende af øen, Enø Overdrev blev 69 ha strandeng og overdrev fredet i 1953. Hele fjordområdet og havet omkring Enø er udpeget som Natura 2000-område nr. 169 Havet og kysten mellem Karrebæk Fjord og Knudshoved Odde] der er både habitatområde, ramsarområde og EF-fuglebeskyttelsesområde.

## Galleri
- Enø omkring 1900
- L.A. Ring: Husmandsfolk. Enø (1898)
- Smålandshavets nordkyst
- L.A. Ring: Strandparti med kunstnerens vogn og telte på Enø
- L.A. Ring: Stenet strandkant på Enø, Statsministeriet